# Xenylla cassagnaui
Xenylla cassagnaui är en urinsektsart som beskrevs av da Gama 1983. Xenylla cassagnaui ingår i släktet Xenylla och familjen Hypogastruridae. Inga underarter finns listade i Catalogue of Life.